# قائمة الدول المتخذة الفرنسية لغة رسمية

خارطة للعالم توضح الدول التي تعتبر فيها الفرنسية لغة رسمية (اللون الأزرق الغامق).

اللغة الفرنسية هي لغة رسمية في 29 دولة مستقلة. ولكنها قد لا تكون بالضرورة اللغة الرسمية الوحيدة في كثير من هذه الدول. إنتشرت اللغة الفرنسية في العالم بسبب الإرث الإستعماري الناتج عن الإستعمار الفرنسي خلال القرون الماضية
فيما يلي قائمة بالدول والأقاليم ذات السيادة حيث اللغة الفرنسية هي لغة رسمية أو بحكم الواقع.

## أوروبا
- فرنسا
- بلجيكا
  - والونيا
- جيرنزي ( المملكة المتحدة)
- جيرزي ( المملكة المتحدة)
- لوكسمبورغ
- موناكو
- سويسرا
  -  برن
  -  فريبورغ
  -  فود
  -  فاليز
  -  نيوشاتل
  -  جنيف
  -  جورا
- فالي دا أوستا ( إيطاليا)

## أفريقيا
- بنين
- بوركينا فاسو
- بوروندي
- الكاميرون
- جمهورية إفريقيا الوسطى
- جزر القمر
- جمهورية الكونغو
- جمهورية الكونغو الديمقراطية
- ساحل العاج
- جيبوتي
- الغابون
- غينيا
- غينيا الاستوائية
- مدغشقر
- مالي
- النيجر
- رواندا
- سيشل
- السنغال
- تشاد
- توغو
- مايوطه ( فرنسا)
- ريونيون ( فرنسا)

## الأمريكيتان
- كندا
  -  كيبك
  -  نيو برانزويك
  -  المقاطعات الشمالية الغربية
  -  يوكون
  -  نونافوت
- لويزيانا ( الولايات المتحدة)
- هايتي
- جزر جوادلوب ( فرنسا)
- غويانا الفرنسية ( فرنسا)
- المارتينيك ( فرنسا)
- سان بارتليمي ( فرنسا)
- سان مارتن الفرنسية ( فرنسا)
- سان بيار وميكلون ( فرنسا)

## آسيا
- بونديشيري, (الهند)

## أوقيانوسيا
- فانواتو
- كاليدونيا الجديدة ( فرنسا)
- بولينسيا الفرنسية ( فرنسا)
- والس وفوتونا ( فرنسا)

## وصلات داخلية
- اللغة الفرنسية
- قائمة دول تعتبر العربية لغة رسمية
- قائمة دول تعتبر البرتغالية لغة رسمية
- قائمة دول تعتبر الإنجليزية لغة رسمية
- قائمة دول تعتبر الإسبانية لغة رسمية
- قائمة دول تعتبر الروسية لغة رسمية

## وصلات خارجية
- لغة فرنسية (جامعة لافال في مدينة كيبك)